# Museo capitolare diocesano di Foligno
Il Museo capitolare diocesano di Foligno ha sede nel palazzo delle Canoniche, in piazza della Repubblica.

## Storia
Il palazzo, incastonato tra navata e transetto della cattedrale e antica resIdenza dei canonici, è documentato dall'XI secolo. Venne modificato nel XVI e nel XVIII secolo ed deve il suo aspetto in larga parte ai restauri integrali del 1923-1926, quando vennero riaperte le bifore e aggiunto il corpo di fabbrica terminale con merlatura, dove un tempo si trovavano abitazioni civili che chiudevano la piazza.

## Opere
Le opere esposte, molte delle quali provenienti dall'adiacente Cattedrale, spaziano dal XIII al XVIII secolo, ma la collezione comprende anche importanti opere secentesche: nella prima sala si trova il Crocifisso dell’Algardi, i meravigliosi busti in marmo di Gian Lorenzo Bernini e la copia più antica della Madonna di Foligno di Raffaello.
Nella sala seguente sono l'Annunciazione di Ferraù Fenzoni dall'altare dell'Annunziata di patronato Flavi della Cattedrale (1597 - 1599 circa) e, dalla cappella Jacobilli la pala di Cristoforo Roncalli con la Madonna in gloria e i Santi Francesco e Feliciano, del 1598 circa, che era all'altare. Dallo stesso ambiente viene anche il Miracolo di San Martino di Baldassarre Croce che però si trovava originariamente in una cappella dedicata al santo ed era stata commissionata da Giustiniano Orfini, cameriere segreto di Papa Pio V. La tela, dei primissimi anni del XVII secolo, mostra una commistione di temperato naturalismo e di classicismo romano, congeniale ai fini narrativi consueti nel pittore.
Successivamente è la sala che contiene la Incoronazione della Vergine con San Domenico di Sora e il Beato Pietro Crisci del francese Noël Quillerier, del 1626, che mostra un naturalismo pacato e raffinato, formatosi tra i fiorentini e i bolognesi attivi a Roma e l'eleganza di Vouet. Nella stessa sala è anche lo Sposalizio della Vergine di Ventura Salimbeni, firmato e datato 1613, anch'esso già in Cattedrale, dipinto ancora pervaso di baroccismo che, a queste date, ancora ignora le novità romane del Carracci, di Caravaggio e dei fiorentini capeggiati dal Cigoli.
La saletta seguente ospita il Tabernacolo della confraternita di Santa Maria della Misericordia, composto da una edicola lignea finemente intagliata e dorata contenente un Crocifisso ligneo dipinto posto su una tavola raffigurante i Dolenti. L'opera fu eseguita nel 1463 per la chiesa della confraternita omonima istituita nel 1428 al fine di contenere un crocifisso più antico. Gli autori sono stati individuati in Pietro di Mazzaforte, documentato, sicuramente coadiuvato dal genero Nicolò di Liberatore, detto l'Alunno, al quale dovrebbero spettare il naturalismo, la drammaticità delle espressioni e il corretto rapporto tra volume e spazio, lontani da certi arcaismi del Mazzaforte. I successivi ambienti conservano il trittico scomposto di Bartolomeo di Tommaso, mancante della predella oggi diversa in vari musei, proveniente dalla chiesa di San Salvatore ed eseguito tra 1430 e 1432, che coniuga espressionismo appenninico e gotico fiorito. In una saletta adiacente è la misteriosa tela con la bottega di San Giuseppe, opera di un artista probabilmente francese o nordico non ancora identificato, denominato Maestro di Serrone.
Vi si trova inoltre una sezione di archeologia cristiana.